# Khanith
Khanith o Khaneeth (en árabe: خنيث , variante de la transcripción xanith) es un término vernáculo árabe estándar, usado para escribir en árabe tanto mukhannath como khuntha.

## Etimología
La palabra árabe mukhannath, مخنث (literalmente, "afeminado") se refiere a los individuos con una identidad de género que es discordante con sus órganos sexuales visibles. Se caracterizan por ser "afeminados", "no son masculinos", y como personas que "nacieron como un hombre" pero que sin embargo se sienten, se comportan, y se visten (en la mayoría de los casos) como una hembra.
La palabra árabe khuntha, خنثى (literalmente "hermafrodita") se refiere a las personas intersexuales. John Money resume el material presentado por la U. Wikan en un artículo titulado "El hombre se convierte en la mujer: La transexualidad en Omán como una clave para los roles de género" (Man (NS) 12:304-319, 1977.) De acuerdo con esa cuenta, el khanith es la pareja ginecomimética en una relación homosexual. Un individuo ginecomimético puede conservar su carácter público como un hombre, a pesar de su forma de vestir y su comportamiento, siempre que también dé pruebas de un matrimonio legal con una mujer y un comprobante de haber consumado el matrimonio. La vestimenta de estas personas debe ser intermedia entre la de un hombre y la de una mujer.
La palabra también se usa ampliamente como un insulto en Medio Oriente, que es aproximadamente equivalente a la palabra "maricón" en el vocabulario coloquial.